# Jay Mathers Savage
Jay Mathers Savage (* 26. August 1928) ist ein US-amerikanischer Herpetologe. Zu seinem Hauptforschungsfeld zählen die Tropenbiologie, die Biogeographie und die Evolution von Reptilien und Amphibien, insbesondere der zentralamerikanischen Herpetofauna.

## Biografie
Jay Mathers Savage erlangte 1950 den Bachelor of Arts, 1954 den Master of Arts und 1955 den Ph. D. an der Stanford University. Er arbeitete für viele Jahre an der biologischen Fakultät der University of Southern California, bevor er an die University of Miami in Coral Gables, Florida wechselte. Seine Forschung konzentriert sich auf die evolutionäre und historische Kausalität der Verbreitung von Wirbeltieren (insbesondere von Amphibien und Reptilien), deren ökologische Rolle in den tropischen Regenwäldern und ihre Biogeographie. 1963 gründete Savage die Organization for Tropical Studies, eine gemeinnützige Organisation, der 50 Universitäten und Forschungsorganisationen aus den Vereinigten Staaten und Costa Rica angehören und die die Umweltbildung, die Forschungsarbeit und die weise Nutzung der natürlichen Ressourcen in den Tropen unterstützt. Von 1974 bis 1980 fungierte Savage als Präsident dieser Organisation. Von 1982 bis 2000 war er Mitglied der International Commission on Zoological Nomenclature. Darüber hinaus war er Präsident der Southern California Academy of Sciences, der American Society of Ichthyologists and Herpetologists und der Society of Systematic Biologists sowie Vorsitzender des National Academy of Sciences Committee.
Derzeit ist Jay Mathers Savage Professor emeritus für Biologie an der University of Miami, Assistenzprofessor für Biologie an der San Diego State University sowie wissenschaftlicher Mitarbeiter am Natural History Museum of Los Angeles County und am American Museum of Natural History.
Zu Savages Publikationen gehören 195 wissenschaftliche Papiere und drei Bücher, einschließlich Evolution (1963), das in fünf Sprachen (darunter in Deutsch im Jahre 1973) übersetzt wurde.
Savage verfasste die wissenschaftlichen Erstbeschreibungen von über 60 Amphibien und Reptilien-Taxa, darunter mehrere Arten der Gattung Eleutherodactylus. 1963 entdeckte er im Monteverde-Bergnebelwald von Costa Rica die heute ausgestorbene Goldkröte (Bufo periglenes), die er 1966 beschrieb. In jüngster Zeit war er beispielsweise als Co-Autor an der Beschreibung des panamaischen Fransenzehen-Laubfrosches Ecnomiohyla rabborum beteiligt.

## Ehrungen
Im Jahre 1998 wurde Jay Mathers Savage Ehrenmitglied der Academia Nacional de Ciencias de Costa Rica. Im Jahre 2000 erhielt er den Fitch Award der American Society of Ichthyologists and Herpetologists für seine Verdienste auf dem Gebiet der Herpetologie. 2001 wurde er vom Florida Museum of Natural History und der University of Florida mit der Archie-F.-Carr,-Jr.-Medaille für herausragende Beiträge zur Kenntnis und Verständnis des Naturerbes ausgezeichnet.

## Veröffentlichungen (Auswahl)
- 1954: A Revision of the Toads of the Bufo Debilis Complex
- 1955: The Lizard Family Xantusiidae: An Evolutionary Study
- 1959: An Illustrated Key to the Lizards, Snakes & Turtles of the Western United States and Canada
- 1960: A Revision of the Ecuadorian Snakes of the Colubrid Genus Atractus
- 1963: Evolution (Dtsch. 1973)
- 1970: On the Trail of the Golden Frog: With Warszewicz and Gabb in Central America
- 1973: The Geographic Distribution of Frogs: Patterns and Predictions
- 1974: The Isthmian Link and the Evolution of Neotropical Mammals
- 1982: The Enigma of the Central American Herpetofauna: Dispersals Or Vicariance?
- 1986: Introduction to the herpetofauna of Costa Rica. Handlist with preliminary keys to the herpetofauna of Costa Rica
- 1988: Ecological Development in the Humid Tropics: Guidelines for Planners
- 2002: Frogs of the Eleutherodactylus biporcatus group (Leptodactylidae) of Central America and Northern South America, including rediscovered, resurrected, and new taxa
- 2002: The Amphibians and Reptiles of Costa Rica: A Herpetofauna Between Two Continents, Between Two Seas
- 2003: An Illustrated Key to Lizards, Snakes and Turtles of the West